# Aberdeen
Aberdeen (wym. [æbərˈdiːn]ⓘ; scots Aiberdeen; gael. Obar Dheathain, wym. [ˈopər ˈʝɛhɪn]) – miasto w północno-wschodniej Szkocji (Wielka Brytania), w jednostce administracyjnej (council area) Aberdeen City. W 2020 roku zamieszkane przez 198 590 osób.
Położone jest nad ujściem rzek Don i Dee do Morza Północnego. W przeszłości było ośrodkiem administracyjnym hrabstwa Aberdeenshire, następnie regionu administracyjnego Grampian. Duży port rybacki (śledzie, łososie), ośrodek usługowy dla platform wiertniczych i gazociągów na Morzu Północnym; przemysł stoczniowy, maszynowy, chemiczny; kamieniołomy granitu. Rozwój miasta związany jest z eksploatacją ropy naftowej spod dna Morza Północnego. Aberdeen jest wśród 10 najlepszych miast do życia w Wielkiej Brytanii według The Good Growth for Cities Index sporządzonego przez PwC w 2018 roku.

## Historia
W średniowieczu siedziba biskupstwa (vide: diecezja Aberdeen) założonego w 1125 jako zależne bezpośrednio od Stolicy Apostolskiej; sprotestantyzowanego w 1577 (erygowane ponownie w 1878).
W XIX wieku nastąpił rozwój miasta jako ośrodka handlu zarówno wyrobami przemysłu, jak też produktami hodowli (bydło) i rybołówstwa (śledzie i łososie). W 1881 miasto liczyło 105,2 tys. mieszkańców. Od końca XIX w. rozwijał się przemysł, początkowo przede wszystkim tkacki (wyroby lniane, sukienne i bawełniane), później także stoczniowy, maszynowy i chemiczny (wyroby gumowe). Wyroby tych gałęzi przemysłu stanowiły w okresie międzywojennym przedmiot eksportu do wielu krajów.
W I połowie XX wieku rozwijał się przemysł metalowy i stoczniowy, istniał także nadal przemysł lekki, produkujący wyroby wełniane i lniane, a także galanterię. W 1925 miasto liczyło 159,1 tys. mieszkańców, a uniwersytet (zał. 1494) 1420 studentów.

## Zabytki
Większa część starszych budynków zbudowana jest z granitu, dlatego Aberdeen jest nazywane Granitowym Miastem. Do najważniejszych zabytków należą stare budynki uniwersytetu (zał. 1494), granitowa wczesnogotycka katedra St. Machar (XIV w., początek budowy 1366). Z XVI w. pochodzą zabytkowa kaplica oraz budynki King’s College i Marishall College.

## Transport
W mieście znajduje się stacja kolejowa Aberdeen, sieć autobusów FirstGroup oraz międzynarodowy port lotniczy Aberdeen.

## Polonia
- Ice Candy School – polska szkoła o profilu artystyczno-sportowym
- Polish Association Aberdeen
- Polish Catholic Community
- Polska Szkoła im. św. Stanisława Kostki
- Polska Szkoła Słoneczna
- Związek Harcerstwa Polskiego poza Granicami Kraju – Drużyna Harcerek i Harcerzy "Zawiszacy" (Polish Scouting Limited)[4]

## W kulturze
- Aberdeen jest głównym miejscem akcji serii książek z Loganem McRae autorstwa Stuarta MacBride’a.
- Norweski reżyser Hans Petter Moland nakręcił film pod tytułem Aberdeen (2000).

## Urodzeni

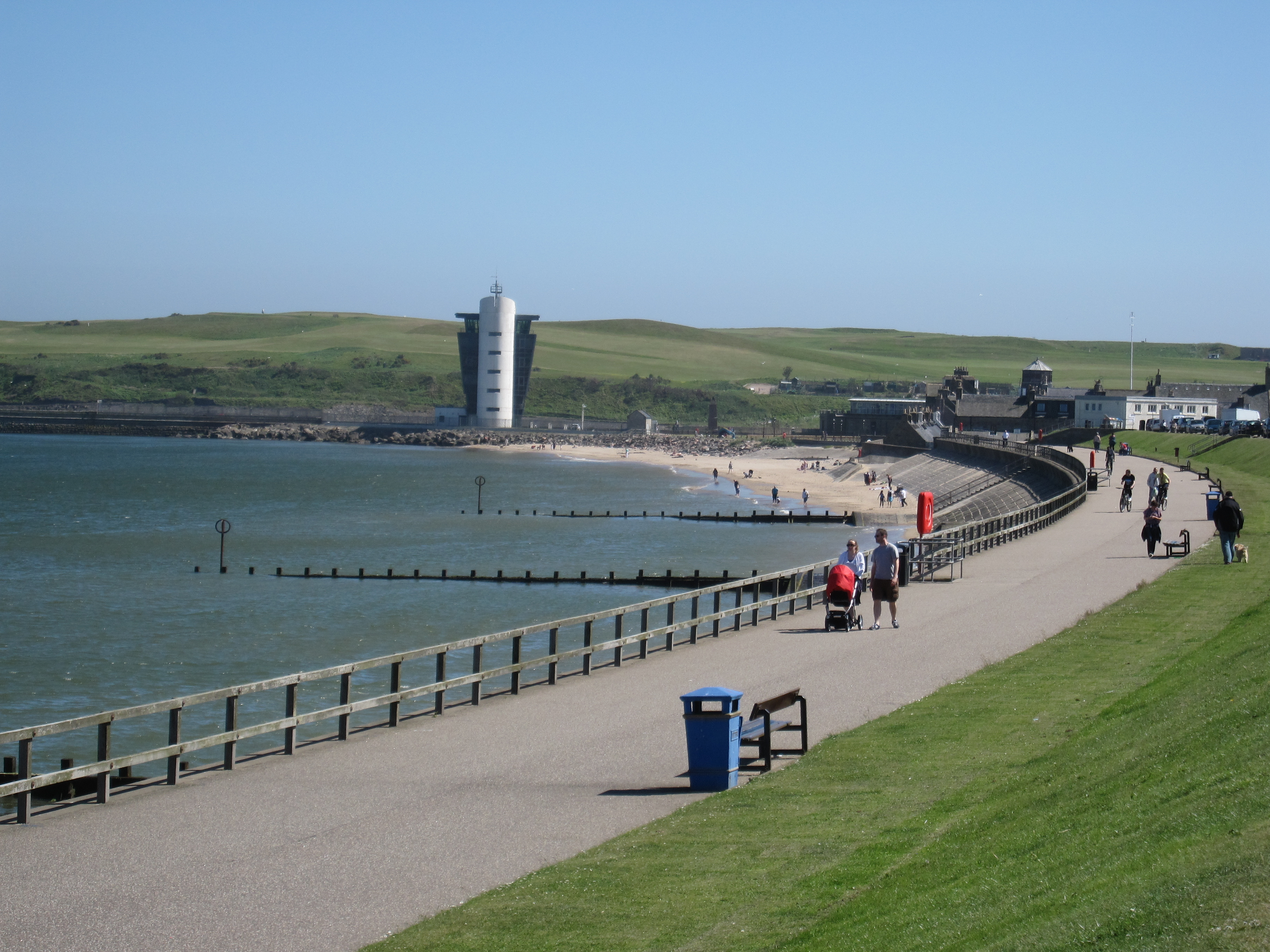
Plaża w Aberdeen

- Annie Lennox (ur. 25 grudnia 1954 w Aberdeen) - szkocka piosenkarka, działaczka polityczna i filantropka.
- John M. Kosterlitz (ur. 22 czerwca 1943 w Aberdeen) – brytyjski fizyk związany z Brown University, laureat Nagrody Nobla w dziedzinie fizyki w 2016 roku.
- Leslie Benzies (ur. 17 stycznia 1971 w Aberdeen) – brytyjski producent gier komputerowych

## Galeria

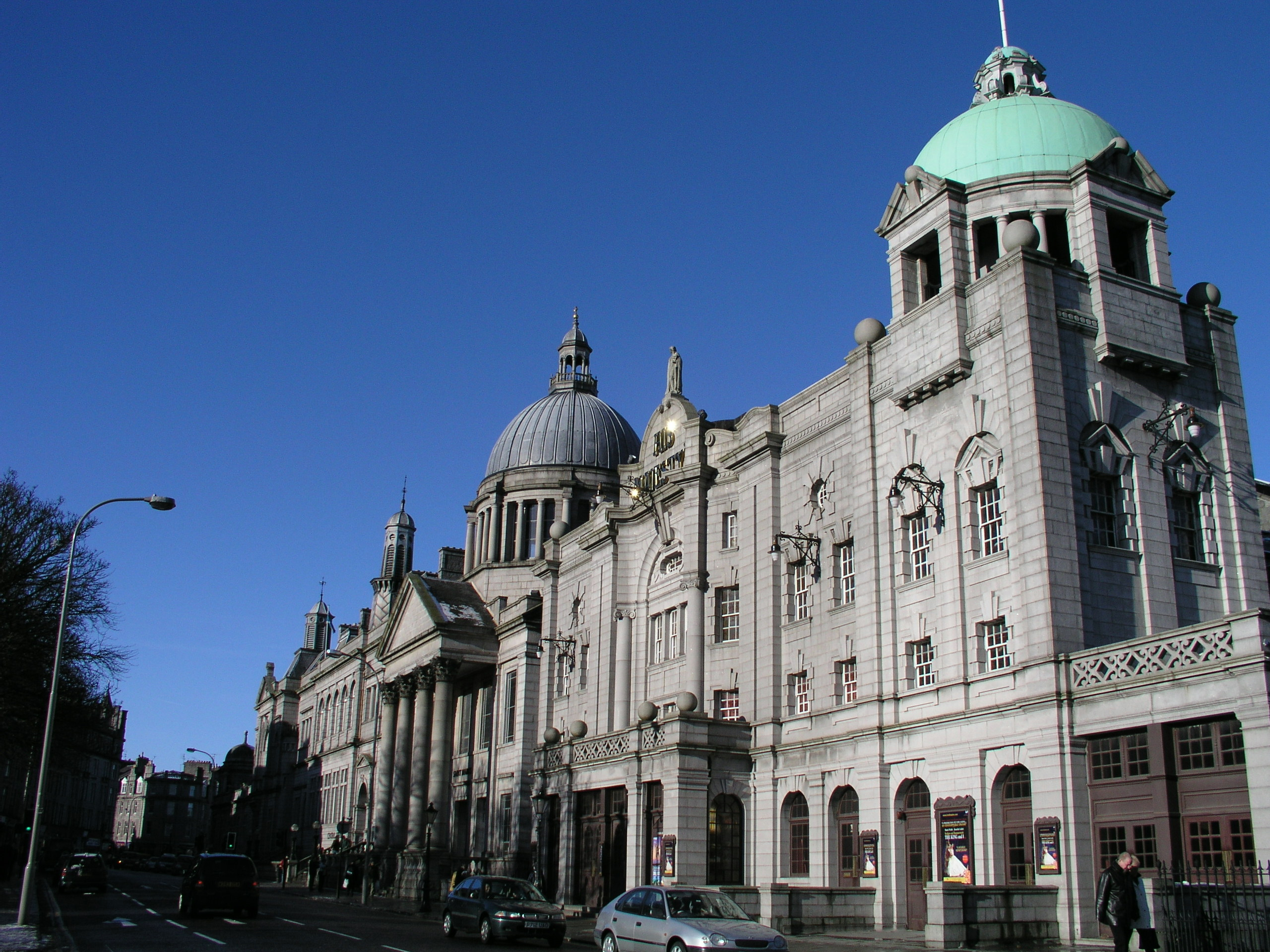
Teatr w Aberdeen
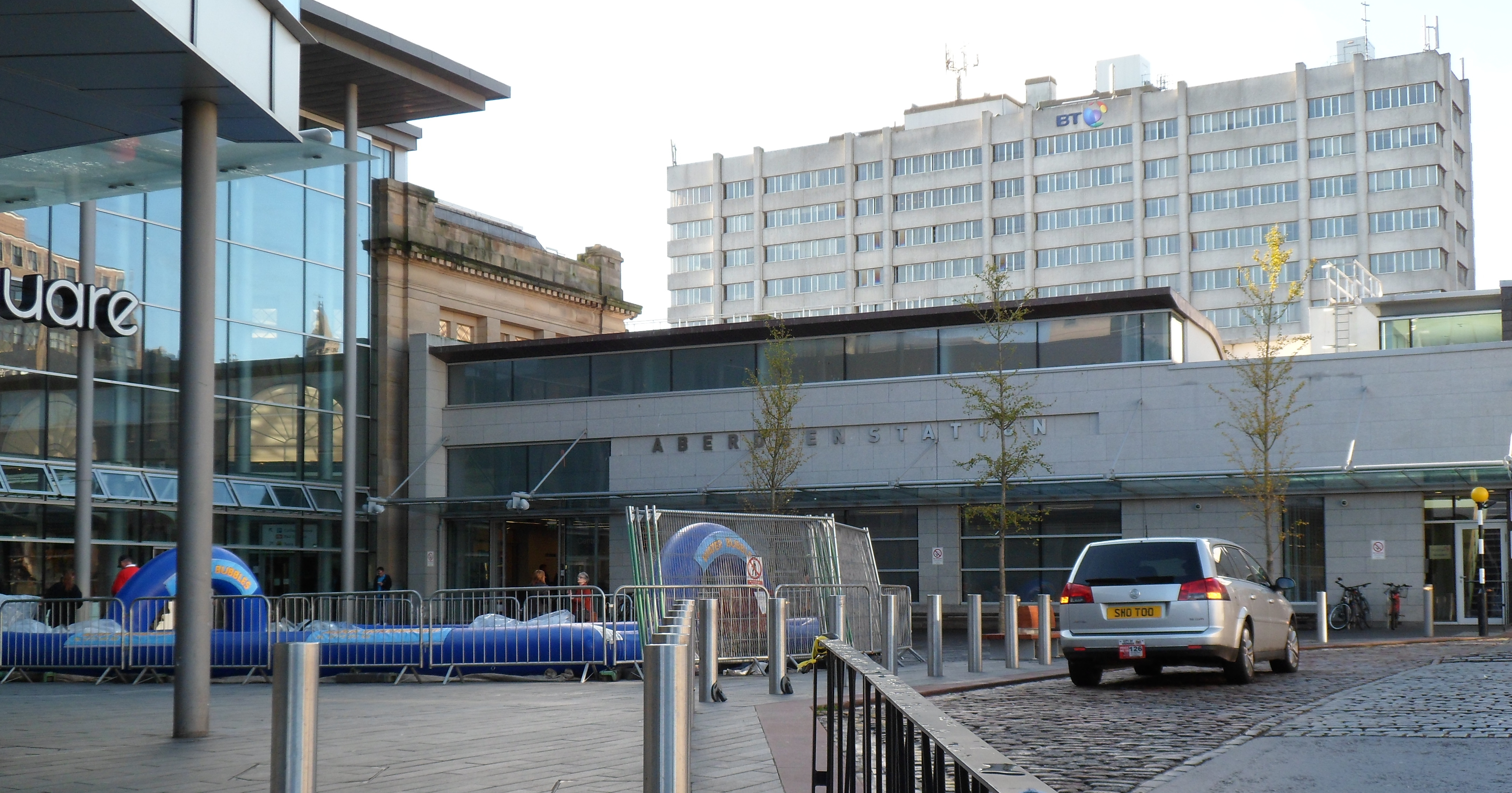
Wejście główne do dworca kolejowego
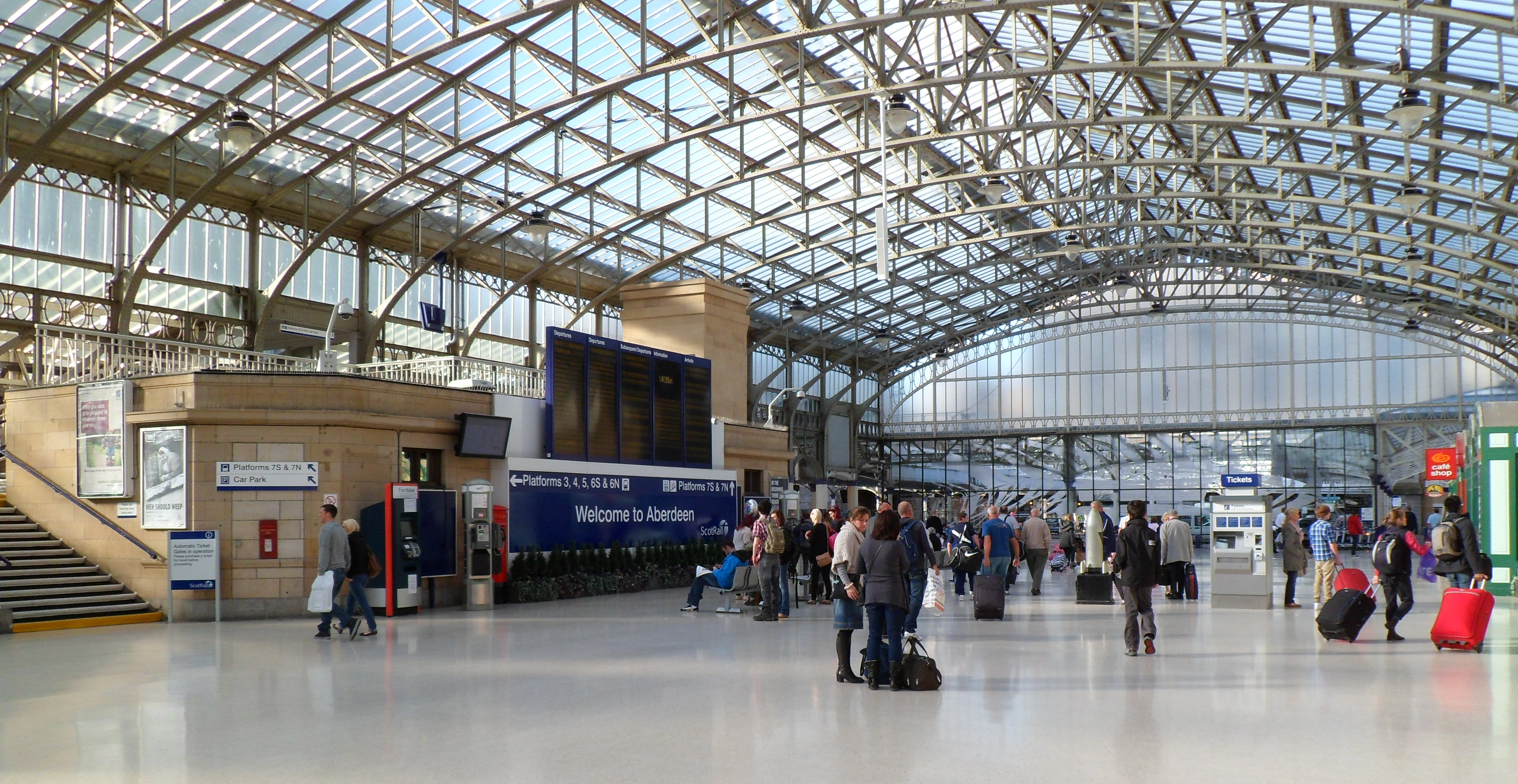
Hala główna dworca kolejowego w 2011 r.
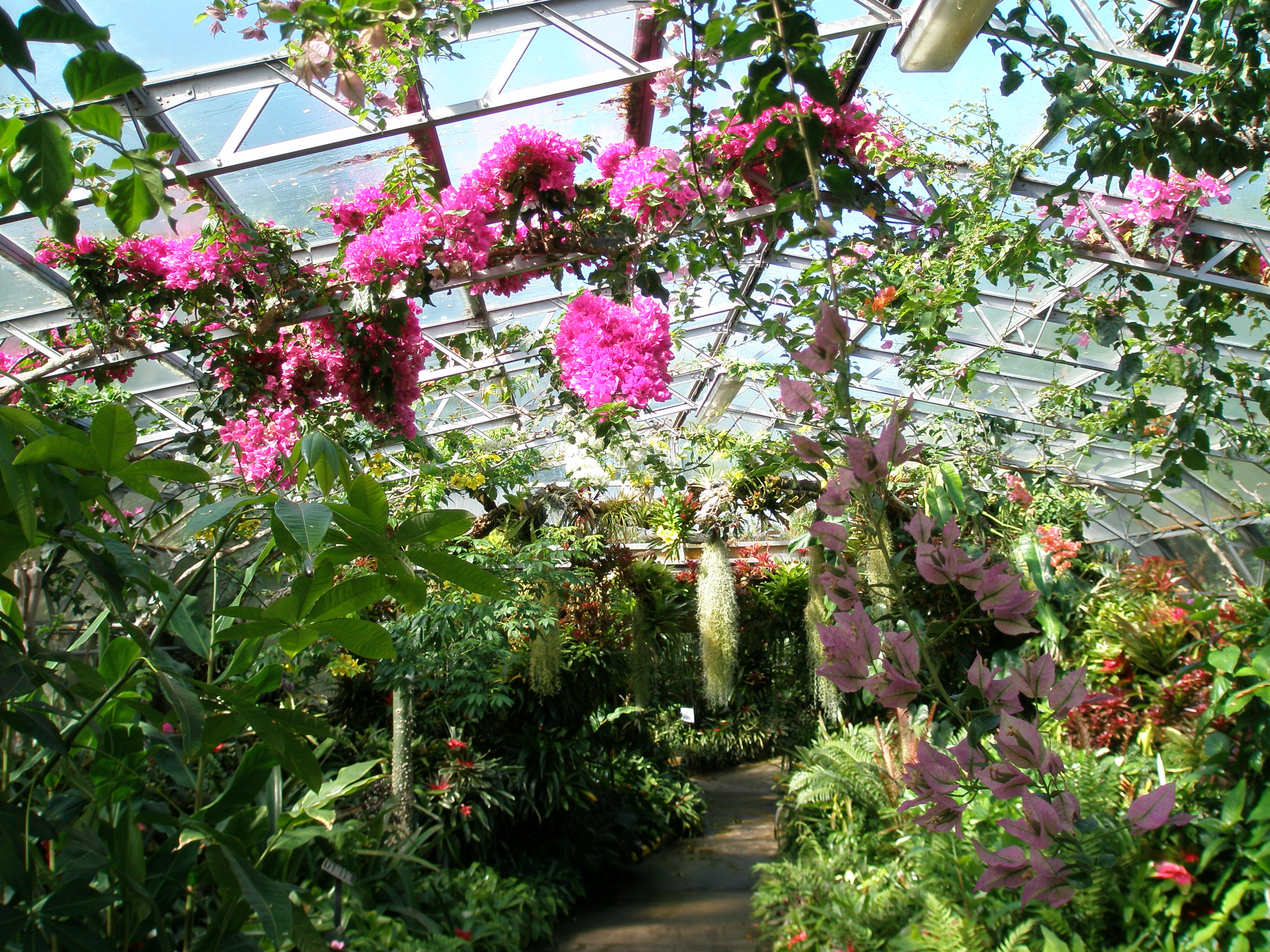
Zimowy ogród – Aberdeen’s Winter Garden

## Miasta partnerskie
- Ratyzbona, Niemcy
- Clermont-Ferrand, Francja
- Bulawayo, Zimbabwe
- Stavanger, Norwegia
- Homel, Białoruś
- Barranquilla, Kolumbia
- Houston, Stany Zjednoczone